# اينار إنغلوند
اينار إنغلوند (بالفنلندية: Einar Englund) هو عازف بيانو وملحن فنلندي، ولد في 17 يونيو 1916 في ليوغارن في السويد، وتوفي في 27 يونيو 1999 في فيسبي في السويد.

## وصلات خارجية
- اينار إنغلوند على موقع أوليمبيديا (الإنجليزية)
- اينار إنغلوند على موقع IMDb (الإنجليزية)
- اينار إنغلوند على موقع ميوزك برينز (الإنجليزية)
- اينار إنغلوند على موقع أول ميوزيك (الإنجليزية)
- اينار إنغلوند على موقع ديسكوغز (الإنجليزية)
- اينار إنغلوند على موقع قاعدة بيانات الفيلم (الإنجليزية)